# Charles-Marie Ternes
Charles-Marie Ternes, né le 10 mars 1939 à Luxembourg et mort le 6 juin 2004 dans la même ville, est un historien et archéologue luxembourgeois.

## Biographie
Après ses études supérieures d'histoire et d'archéologie à Luxembourg (Cours supérieurs de l'Athénée), à l'université de Nancy, à la faculté des lettres de Paris et, pour certains enseignements, aussi à l'École normale supérieure, Charles-Marie Ternes - ayant obtenu (par le système de la collation des grades) son doctorat en philosophie et lettres en 1965 - devint professeur dans l'enseignement secondaire, principalement au lycée Robert-Schuman de Luxembourg-ville (1968-1999). En 1996, il obtint, à l'université Paul-Verlaine de Metz, son habilitation à diriger des recherches universitaires.
En tant qu'historien, Charles-Marie Ternes se consacra essentiellement à la période gallo-romaine. C'est ainsi qu'il fonda, en 1972, le Centre (de recherche) Alexandre Wiltheim (CAW) et, pour le grand public cultivé, la Société des antiquités nationales (SAN), sociétés savantes qu'il dirigea jusqu'à son décès en 2004. Tout au long de ces années, il donna des leçons publiques d'archéologie gallo-romaine et d'histoire de l'Antiquité et publia ou édita de nombreux livres et articles, ceci aussi bien au Luxembourg qu'à l'étranger. Tous les quatre ans, il organisait des Journées archéologiques auxquelles il conviait des chercheurs de son pays, d'autres pays européens et aussi des États-Unis. Il fut d'ailleurs lui-même à diverses reprises professeur-invité, notamment d'universités françaises et nord-américaines. De 1961 à sa mort, il publia le Bulletin d'archéologie luxembourgeoise qui fut rebaptisé Bulletin des Antiquités luxembourgeoises (BAL) en 1972. En 1986, Ch.-M. Ternes devint chercheur associé au Centre universitaire de Luxembourg (CUnLux, embryon de la future université du Luxembourg), et de 1989 à 1999, il y dirigea le Séminaire d'études anciennes (Semant). En 1966, Ch.-M. Ternes, qui fut plusieurs années durant président de l'Association luxembourgeoise des enseignants d'histoire (ALEH), avait été élu membre correspondant de l'Institut grand-ducal (Section des sciences historiques).

## Distinctions
- 1973 : prix Broquette-Gonin de l'Académie française pour son livre La Vie quotidienne (...).
- 1984 : Docteur honoris causa de l'université François-Rabelais de Tours.
- 1987 : Livre du mois de février 1987, sélectionné par le Jury de Darmstadt, pour son ouvrage Römisches Deutschland - Aspekte seiner Geschichte und Kultur ; Stuttgart (Ph. Reclam), 1986; 460 pages (ill.);  (ISBN 3-15-010341-X)

## Publications (aperçu)
- Les Inscriptions antiques du Luxembourg ; travail d'épigraphie romaine édité par le musée d'histoire et d'art de Luxembourg, in: Hémecht - Revue d'histoire luxembourgeoise, année 17 (1965), n° (spécial) 3-4; 216 pages (ill. + 1 carte hors texte).
- Répertoire archéologique du Grand-Duché de Luxembourg ; 2 vol., édités par le Centre national de recherches archéologiques en Belgique, série C; Bruxelles, 1970.
- La Vie quotidienne en Rhénanie à l'époque romaine (Ier – IVe siècles) ; Paris (Hachette), 1972.
- Das römische Luxemburg ; Küsnacht / Zurich, 1973.
- Le Grand-Duché de Luxembourg à l'époque romaine ; Luxembourg (CAW & Semant), 1991; ~300 pages. - Cf.:
- Topographie trévire dans la "Mosella" d'Ausone ; in: Littérature gréco-romaine et géographie historique - Mélanges offerts à Roger Dion ; Paris, 1974; p. 207–217.
- Réflexions concernant l'enseignement de l'histoire au Grand-Duché de Luxembourg; in: Bulletin (spécial 75e anniversaire) de l'APESS (= Association des Professeurs de l'Enseignement secondaire et supérieur du Grand-Duché de Luxembourg), n° 3 / 1980; p. 210-223 (ill.).

## Éditions (aperçu)
- (une dizaine d'auteurs), Éliade - Dumézil. Actes du colloque international de Luxembourg, avril 1988 ; édités par Ch.-M. Ternes (Centre Alexandre Wiltheim, Luxembourg), avec l'appui du Centre d'histoire des religions, Louvain et paru en tant que numéro spécial du Courrier de l'Éducation nationale du Grand-Duché de Luxembourg; Luxembourg, 1988; 144 pages.
- (18 auteurs, une vingtaine de contributions), Foi - Raison - Verbe. Mélanges in honorem Julien Ries ; édités par Ch.-M. Ternes (SEMANT, Luxembourg) avec la collaboration de Michel Delahoutre (Paris, Institut catholique), André Motte (Université de Liège) et Jean-Paul Polet (Université catholique de Louvain) et paru en tant que numéro spécial du Courrier de l'Éducation nationale du Gr.-D. de Luxembourg; Luxembourg, 1993; 277 pages.
- Paul F. Burke, Jr. (université Clark de Worcester, Massachusetts), Olympians - The Gods and Goddesses of Ancient Greece ; Luxembourg (Centre Alexandre Wiltheim), 2001; vol. 4 de la série "Aperçus", éditée par Ch.-M. Ternes; avec des résumés en allemand et en français par Ch.-M. Ternes; 278 pages.
- (une douzaine d'auteurs), Dieux des Celtes - Götter der Kelten - Gods of the Celts ; Association européenne pour l'Étude scientifique des Religions (EurAssoc) & Charles-Marie Ternes et Hartmut Zinser (éditeurs); Luxembourg, 2002; 284 pages.